# Piotr Gajewski (polityk)

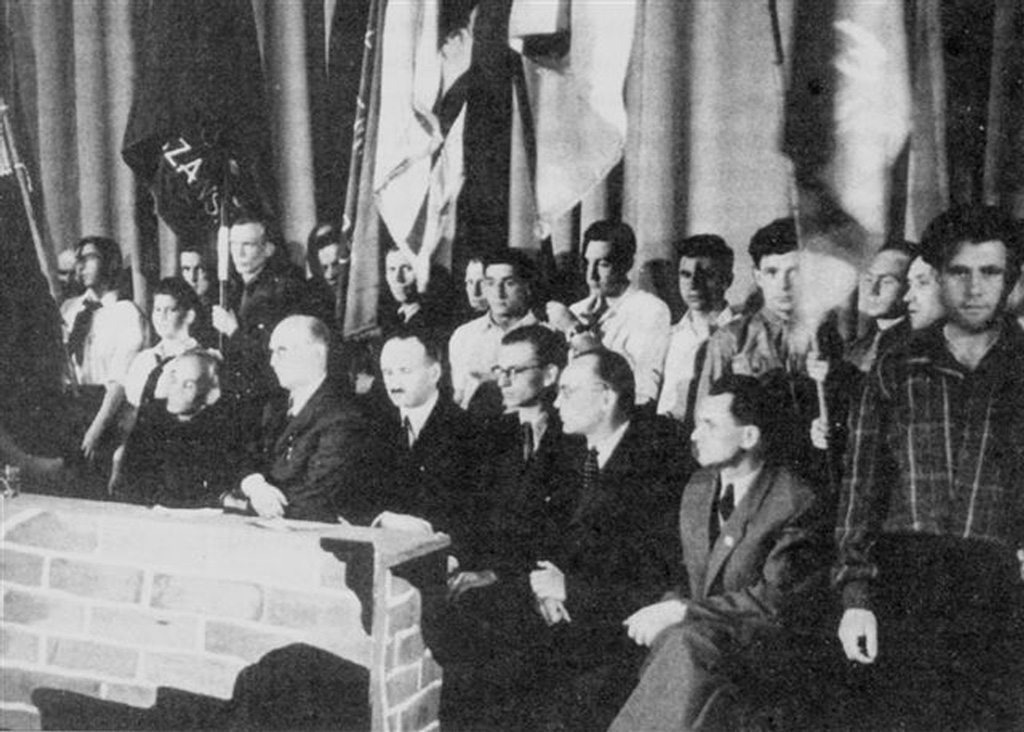
Działacze Żegoty w kwietniu 1946. Od prawej siedzą: Piotr Gajewski, Marek Ferdynand Arczyński, Władysław Bartoszewski, Adolf Berman, Tadeusz Rek

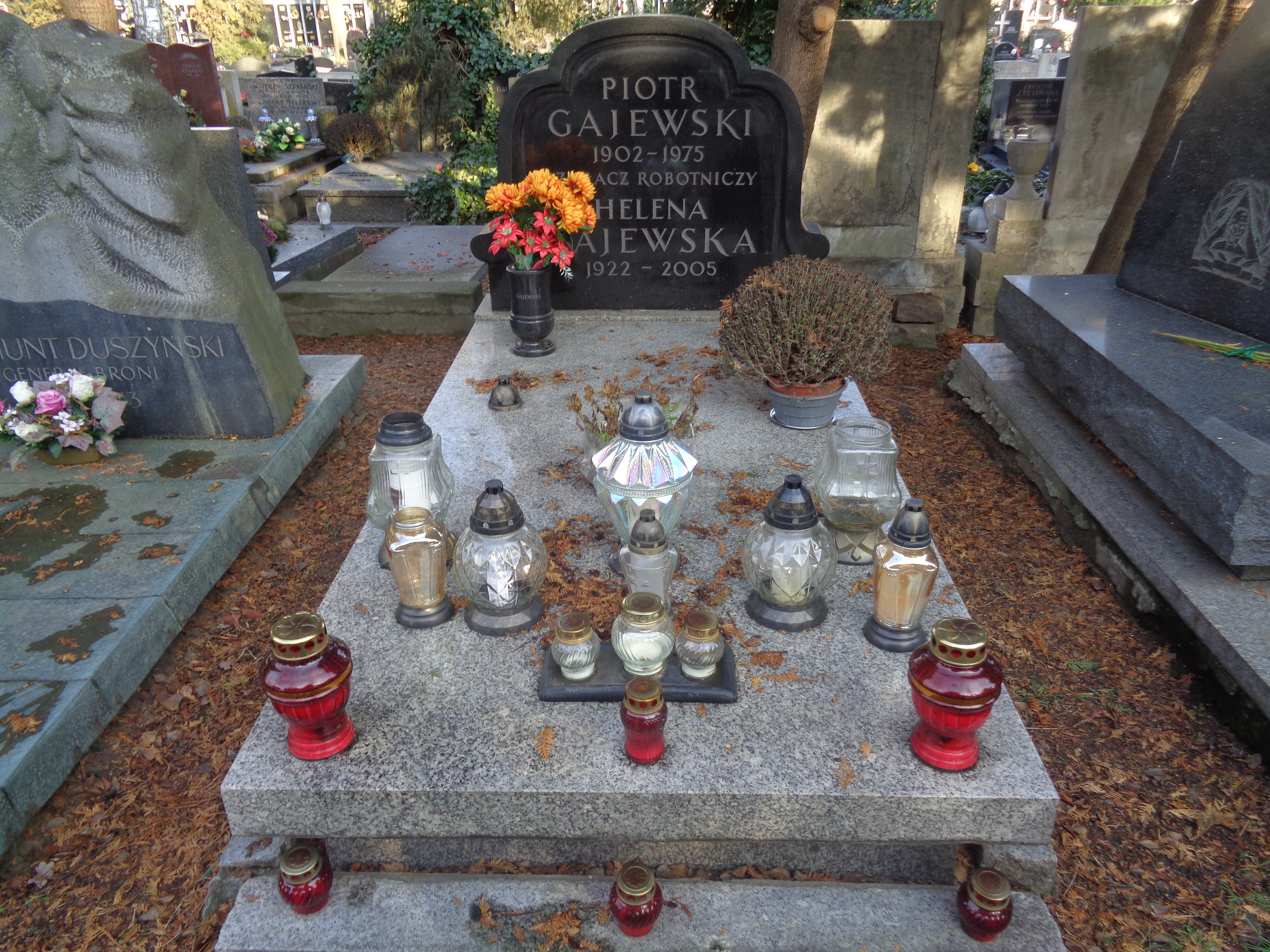
Grób Piotra Gajewskiego na Cmentarzu Wojskowym na Powązkach

Piotr Gajewski (ur. 29 czerwca 1902 w Warszawie, zm. 24 marca 1975 tamże) – polski polityk socjalistyczny, działacz związkowy, wiceprzewodniczący Centralnej Rady Związków Zawodowych (1956–1968), przewodniczący Komitetu Centralnego RPPS (1943), poseł do Krajowej Rady Narodowej (1945–1947), na Sejm Ustawodawczy (1947–1952) oraz na Sejm PRL II, III, IV i V kadencji (1957–1972).

## Życiorys
Syn Franciszka. Po ukończeniu sześciu klas gimnazjum był uczniem w zakładzie zegarmistrzowskim w Warszawie. Od 1920 należał do Polskiej Partii Socjalistycznej. W latach 1923–1925 odbywał służbę wojskową w Dęblinie, później był zegarmistrzem, a potem kontrolerem biletów tramwajowych. W 1925 wstąpił do Organizacji Młodzieży Towarzystwa Uniwersytetu Robotniczego, przewodniczący kół „Jerozolima” i „Śródmieście”. Od 1929 działacz Związku Pracowników Komunalnych i Instytucji Użyteczności Publicznej w Polsce, w latach 1934–1939 przewodniczący Warszawskiego Oddziału Tramwajarzy Związku Pracowników Komunalnych i Instytucji Użyteczności Publicznej, od 1936 skarbnik w ich Zarządzie Głównym, od 1938 wiceprzewodniczący ZG. Od lutego 1936 do września 1939 członek Warszawskiego Okręgowego Komitetu Robotniczego PPS. W sierpniu 1936 został wybrany na delegata na Międzynarodowy Kongres Pokoju w Brukseli, jednak, tak jak reszta polskiej delegacji, nie uzyskał pozwolenia na wyjazd. Od 1934 członek Rady Nadzorczej Warszawskiej Spółdzielni Mieszkaniowej, w latach 1941–1944 członek jej zarządu. 
We wrześniu 1939 organizował robotnicze oddziały obrony Warszawy. W latach 1939–1940 był współorganizatorem grupy socjalistycznej „Chłop i Robotnik”, a w okresie 1940–1941 „Barykady Wolności”. Od 1 września 1941 członek Komitetu Centralnego Polskich Socjalistów, od marca do września 1943 przewodniczący Komitetu Centralnego Robotniczej Partii Polskich Socjalistów. Był też członkiem Rady Pomocy Żydom. Po rozłamie w RPPS wiosną 1944 członek skrzydła nazwanego później PPS-Lewicą i popierającego Centralnego Komitetu Ludowego. Od 1944 kapitan Komendy Głównej Polskiej Armii Ludowej. Po usunięciu Niemców z Warszawy w styczniu 1945 prowadził rozmowy z kierownictwem Rządu Tymczasowego RP, w lutym 1945 wstąpił do „lubelskiej” PPS i został członkiem jej Centralnego Wydziału Zawodowego. Od marca 1945 wiceprzewodniczący Warszawskiej Rady Związków Zawodowych i delegat do Rady Narodowej miasta stołecznego Warszawy. Od kwietnia do sierpnia tego samego roku był przewodniczącym Miejskiego Komitetu PPS w Warszawie, a w latach 1945–1950 przewodniczącym Rady Nadzorczej WSM. Od 6 maja 1945 do 15 grudnia 1948 członek Rady Naczelnej PPS, z którą przystąpił do Polskiej Zjednoczonej Partii Robotniczej.
Był działaczem i w latach 1945–1949 przewodniczącym Zarządu Głównego Związku Zawodowego Pracowników Samorządu Terytorialnego i Użyteczności Publicznej. Jesienią 1945 brał udział w I Światowym Kongresie Związków Zawodowych w Paryżu; prowadził wówczas rozmowy z pozostającymi za granicą polskimi działaczami socjalistycznymi, nakłaniając ich do powrotu do kraju i wstąpienia do „lubelskiej” PPS. Uczestnik I Kongresu Związków Zawodowych w Warszawie w dniach 18–21 listopada 1945, na którym został wybrany na zastępcę członka, a wkrótce na członka Komisji Rewizyjnej Komisji Centralnej Związków Zawodowych. W latach 1946–1949 był skarbnikiem KCZZ. Od 29 grudnia 1945 z ramienia KCZZ był posłem do Krajowej Rady Narodowej, a od 1947 do 1952 na Sejm Ustawodawczy. W 1957, 1961, 1965 i 1969 uzyskiwał mandat posła na Sejm PRL. Od 1962 był członkiem Ogólnopolskiego Komitetu Pokoju.
W czerwcu 1946 mianowany majorem Wojska Polskiego. W latach 1949–1953 dyrektor Okręgowego Związku Spółdzielczości Pracy, a w okresie 1953–1956 kierownik działu administracyjnego Miejskiego Przedsiębiorstwa Robót Wodociągowo-Kanalizacyjnych. Od 18 listopada 1956 do 1972 zasiadał w prezydium, a od 1 grudnia 1956 do 29 listopada 1968 był wiceprzewodniczącym Centralnej Rady Związków Zawodowych. Od 29 czerwca 1959 przewodniczący, a od 10 marca 1973 wiceprzewodniczący Komisji Historii Ruchu Zawodowego CRZZ. W dniach 8–22 października 1965 jako delegat brał udział w V Światowym Kongresie Związków Zawodowych. Od 4 stycznia 1958 członek Sekretariatu Ogólnopolskiego Komitetu Frontu Jedności Narodu, a od 20 czerwca tego samego roku członek prezydium Ogólnopolskiego Komitetu Pokoju. Od marca 1959 do listopada 1968 członek Centralnej Komisji Kontroli Partyjnej PZPR. Od 1 lipca 1966 do 31 marca 1972 był przewodniczącym Rady Nadzorczej Zakładu Ubezpieczeń Społecznych, a od 6 maja 1962 do 7 października 1972 przewodniczącym Polskiego Towarzystwa Turystyczno-Krajoznawczego. Od 1972 na rencie dla zasłużonych.
Był żonaty z Heleną Leokadią Gajewską (1922–2005). Pochowany na Cmentarzu Wojskowym na Powązkach w Warszawie (B2-tuje-17).

## Odznaczenia
- Order Sztandaru Pracy I (1964)[3]
- Order Sztandaru Pracy II klasy
- Krzyż Komandorski z Gwiazdą Orderu Odrodzenia Polski (1972)[4]
- Krzyż Oficerski Orderu Odrodzenia Polski
- Złoty Krzyż Zasługi
- Krzyż Walecznych
- Odznaka „Budowniczego Wrocławia” (1966)[5]
- Medal „100-lecia sportu polskiego” (1968)[6]